# Инари Веш
Инари Веш (на английски: Inari Vachs) е артистичен псевдоним на американската порнографска актриса от сръбски произход Никол Верлинич (Nicole Verlinich), родена на 2 септември 1974 г. в Детройт, щата Мичигън, САЩ.

## Кариера
Дебютира като актриса в порнографската индустрия през 1997 г., когато е на 23 години. В първата си сцена прави анален секс в продукция на Макс Хардкор.
През 2002 г. спира временно изпълнителската си кариера в порното, като последният ѝ филм, в който се снима, е „Мечтая за Джена“.
В следващите години Веш се изявява като водеща на телевизионното шоу по „Плейбой ТВ“ – „Голи аматьорски домашни видеоклипове“, а също така работи и като екзотична танцьорка.
През 2010 г., след 8-годишна пауза, възобновява актьорската си кариера в порноиндустрията. Повторният ѝ дебют е с водеща роля във филма „Твърд“, като се снима във всичките му пет сцени, правейки различно по жанр порно – по една сцена, съответно само с фелацио, лесбийски секс, междурасов секс, анален секс и с двойно проникване.

## Личен живот
По време на прекъсването на кариерата си ражда своята дъщеря и се занимава с бизнес.

## Награди
Носителка
- 2000: AVN награда за изпълнителка на годината.[6]
- 2000: XRCO награда за изпълнителка на годината.[7]
- 2000: XRCO награда за най-добра актриса (единично изпълнение) – „Пробуждането“.[7]
- 2000: NightMoves награда за най-добра нова звезда (избор на феновете).[8]
- 2001: XRCO награда за оргазмен оралист.[7]

Номинации
- 2000: Номинация за XRCO награда за изпълнителка на годината.[9]
- 2000: Номинация за XRCO награда за най-добра актриса – „Пробуждането“.[9]
- 2001: Номинация за AVN награда за изпълнителка на годината.[10]
- 2001: Номинация за AVN награда за най-добра актриса (филм) – „Фасада“.[10]
- 2001: Номинация за AVN награда за най-добра актриса (видео) – „Уест сайд“.[10]
- 2002: Номинация за AVN награда за най-добра актриса (видео) – „Красавицата и Кучката“.[11]
- 2012: Номинация за AVN награда за MILF изпълнителка на годината.[12]